# Robbie Kay

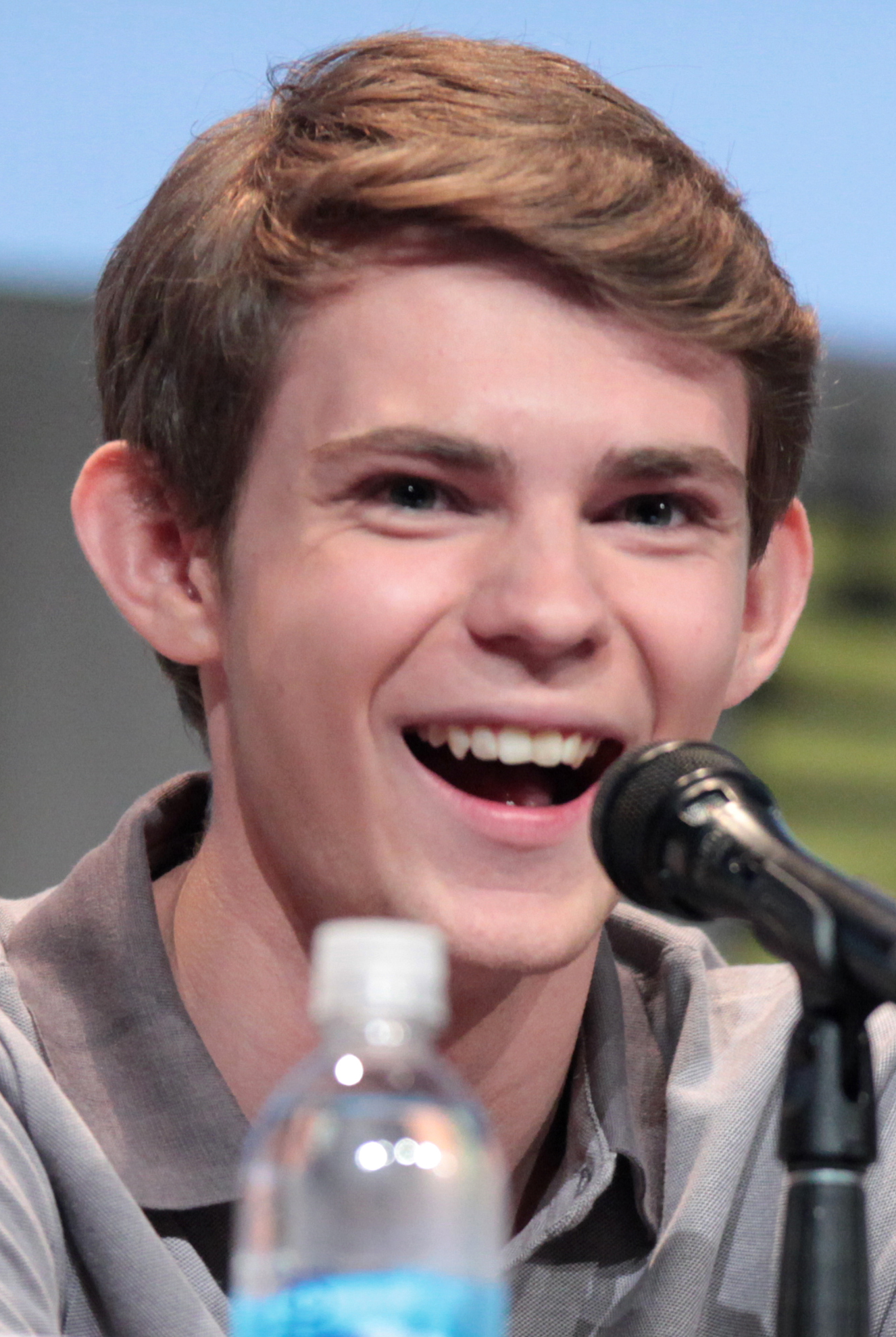
Robbie Kay (2015)

Robbie Kay (* 13. September 1995 in Lymington, Hampshire, England als Robert Kay) ist ein britischer Schauspieler. Er wurde unter anderem bekannt durch seine Rolle als Peter Pan in der Fernsehserie Once Upon a Time – Es war einmal ….

## Leben und Karriere
Kay wuchs zunächst in Brüssel, Belgien auf. Im Jahr 2006 zog er mit seiner Familie nach Prag. Dort wurden im gleichen Jahr englischsprachige Kinderdarsteller für den Film The Illusionist gesucht. Kay nahm am Casting teil und erhielt eine kleine Rolle, die allerdings im fertigen Film nicht zu sehen war. Eine Zeit lang lebte er in Houston, Texas.
2007 spielte Kay eine kleine Rolle im Thriller Hannibal Rising, der ebenfalls in Tschechien gedreht wurde, und im TV-Drama My Boy Jack neben Daniel Radcliffe. Anschließend erhielt er eine Hauptrolle in der kanadischen Literaturverfilmung Fugitive Pieces und verbrachte für die Dreharbeiten mehrere Wochen in Griechenland. 2010 spielte er die Rolle des Sam in dem spanisch-britischen Film Ewiges Leben.
2011 bekam er die Rolle des Schiffsjungen in Pirates of the Caribbean – Fremde Gezeiten. Außerdem war er in der dritten Staffel der amerikanischen Fernsehserie Once Upon a Time – Es war einmal … in elf Folgen als Peter Pan zu sehen. 2016 war er erneut in vier Folgen als Gastdarsteller vertreten.
Von September 2015 bis Januar 2016 spielte Kay in der Miniserie Heroes Reborn den Teenager Tommy Clark. Im Jahr 2016 spielte Kay den Protagonisten Ben Redfield im Film Cold Moon von Regisseur Griff Furst. Im Jahr 2017 spielte Kay die Rolle des Logan Macdonald in der Fernsehserie Sleepy Hollow.

## Auszeichnungen

### Nominierungen
Young Artist Award
- 2009: Best Performance in a TV Movie, Miniseries or Special – Leading Young Actor (Pinocchio)[5]
- 2009: Best Performance in an International Feature Film – Leading Young Performers (Fugitive Pieces)[4]

## Filmografie (Auswahl)
- 2007: Hannibal Rising – Wie alles begann (Hannibal Rising)
- 2007: My Boy Jack
- 2007: Fugitive Pieces
- 2008: Pinocchio (Fernsehfilm)
- 2008: Bathory (Stimme)
- 2009: Wie man unsterblich wird – Jede Minute zählt (Ways to Live Forever)
- 2010: We Want Sex (Made in Dagenham)
- 2011: Pirates of the Caribbean – Fremde Gezeiten (Pirates of the Caribbean: On Stranger Tides)
- 2013, 2016, 2018: Once Upon a Time – Es war einmal … (Once Upon a Time, Fernsehserie, 16 Folgen)
- 2015: Flight World War II – Zurück im Zweiten Weltkrieg (Flight World War II)
- 2015–2016: Heroes Reborn (Miniserie, 13 Folgen)
- 2016: Cold Moon
- 2016: Grey’s Anatomy (Fernsehserie, eine Folge)
- 2017: Sleepy Hollow (Fernsehserie, zwei Folgen)
- 2017: Loveletters – Eine zweite Chance für die Liebe (No Postage Necessary)
- 2018: Blood Fest
- 2019: The Rookie (Fernsehserie, Folge 1x18)